# Ben Woodburn
Benjamin „Ben“ Woodburn (* 15. Oktober 1999 in Nottingham, England) ist ein walisischer Fußballspieler. Er spielt für die walisische Nationalmannschaft und steht bei Preston North End unter Vertrag. Er spielt als Flügelspieler.

## Karriere

### Verein
Woodburn, dessen Großvater mütterlicherseits aus Wales stammt, wurde in Nottingham geboren und wuchs in Tattenhall nahe Chester auf.
Er wurde in der Jugend des FC Liverpool ausgebildet. Seit November 2016 spielt er für dessen Profimannschaft. Mit seinem ersten Pflichtspieltor am 29. November 2016 wurde Woodburn der bis dahin jüngste Torschützen des FC Liverpool vor Michael Owen. Von August 2018 bis Januar 2019 war er an den Zweitligisten Sheffield United verliehen. In der Saison 2019/20 lief er auf Leihbasis für den Drittligisten Oxford United auf.
Mitte Oktober 2020 wechselte Woodburn auf Leihbasis zum Drittligisten FC Blackpool. Nach 10 Einsätzen kehrte er Mitte Januar 2021 zum FC Liverpool zurück. Ab August 2021 wurde Woodburn an den schottischen Erstligisten Heart of Midlothian verliehen, für den er in 28 Spielen der Scottish Premiership 2021/22 zu 3 Torerfolgen kam.
Nachdem sein Vertrag in Liverpool ausgelaufen war, wechselte der 22-Jährige im Juli 2022 ablösefrei zum Zweitligisten Preston North End.

### Nationalmannschaft
Wegen seines walisischen Großvaters hatte Woodburn die Wahl zwischen den walisischen und den englischen Auswahlmannschaften. Er gehörte zum Kader der walisischen U15-,  U16-, U17- und U19-Nationalelf. Im Oktober 2017 lief er im WM-Qualifikationsspiel in Cardiff gegen Österreich erstmals für die walisische A-Nationalmannschaft auf und erzielte den 1:0-Siegtreffer. Damit ist er der zweitjüngste Torschütze der walisischen A-Nationalmannschaft.